# Sankt Pouls Kirke

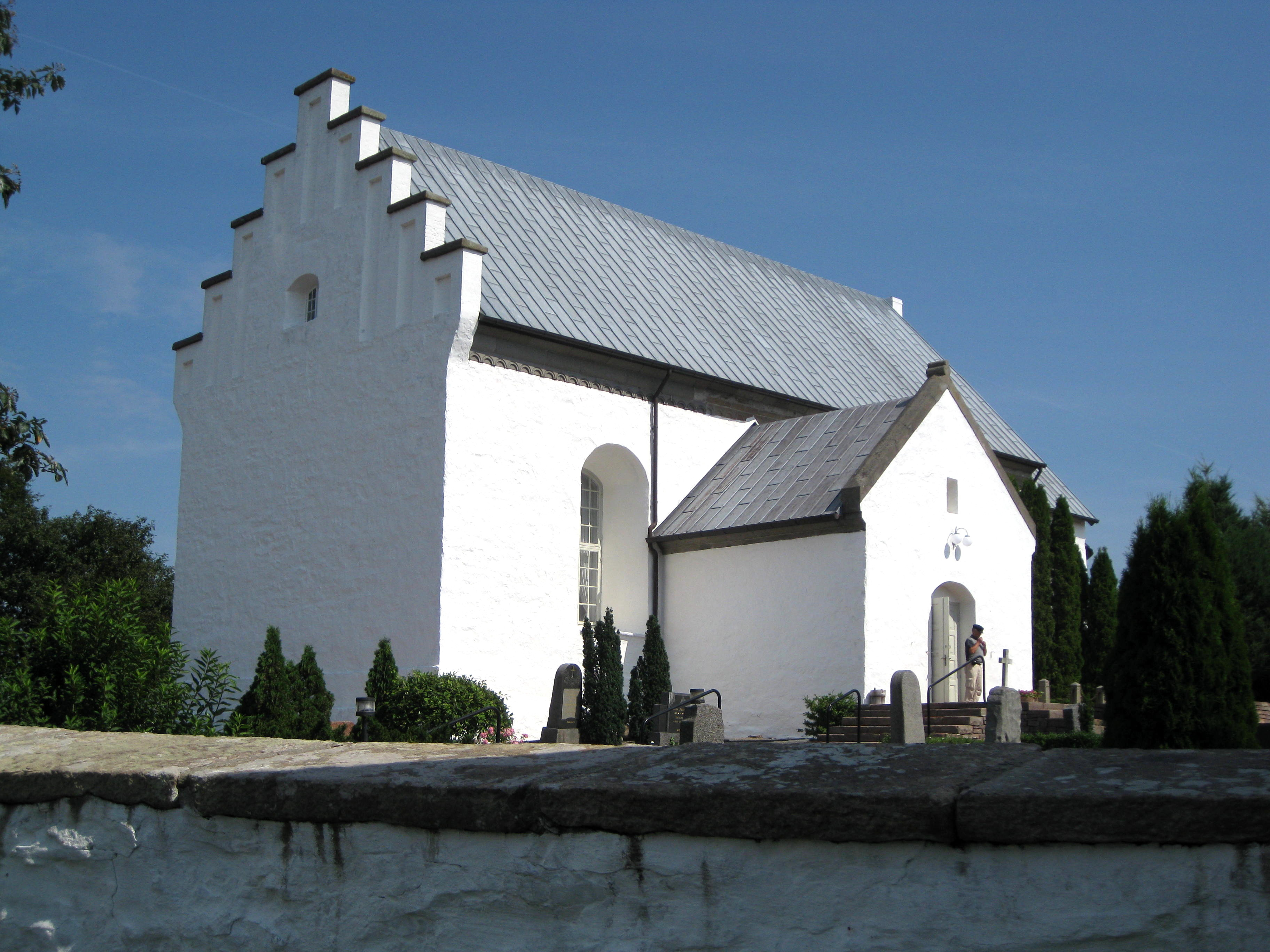
Sankt Pouls Kirke

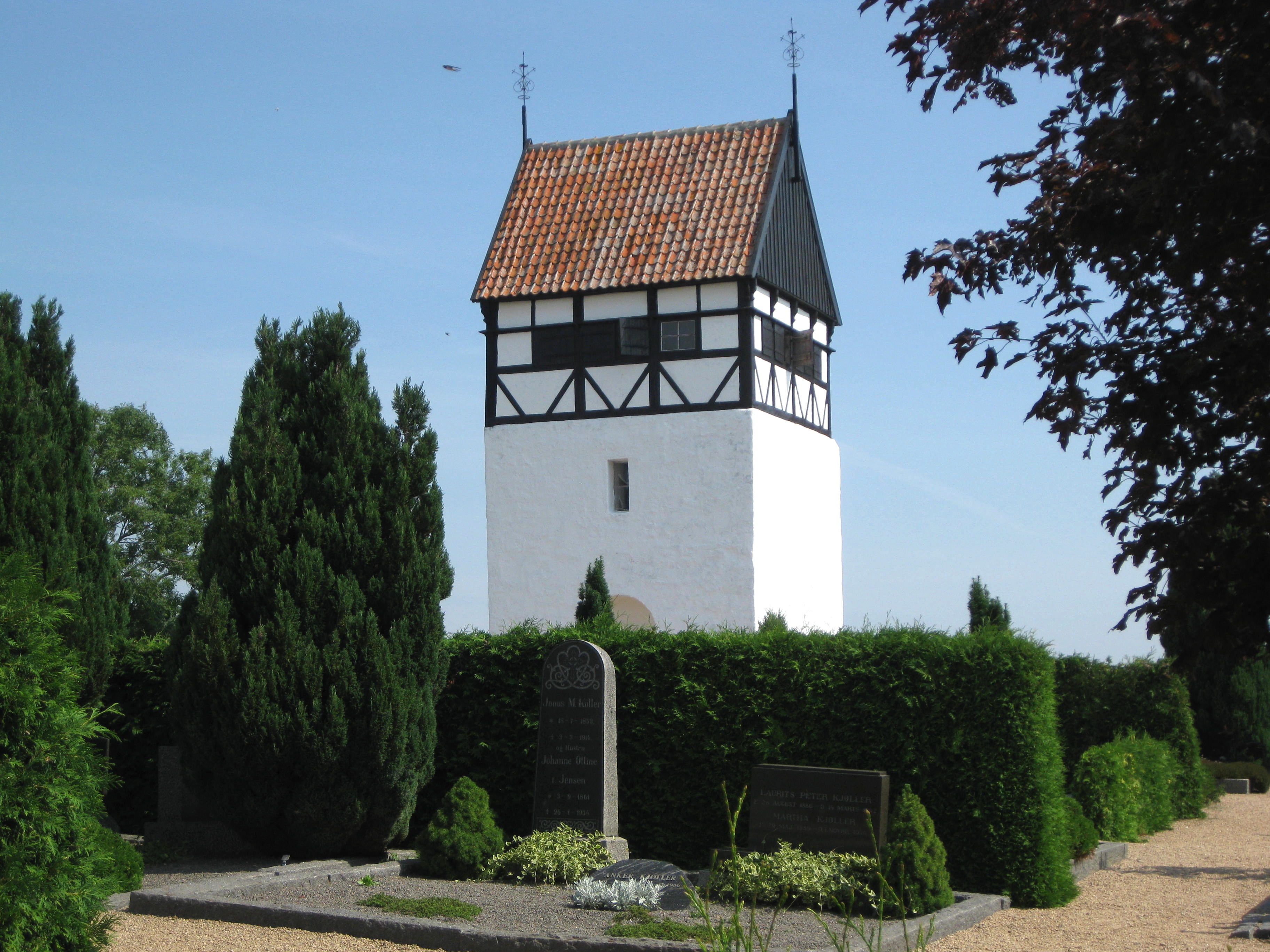
Glockenturm

Die Sankt Pouls Kirke (auch Sankt Povls Kirke) ist eine romanische Kirche auf der dänischen Insel Bornholm. Sie liegt südwestlich von Nexø und ist nach dem Apostel Paulus benannt.

## Geschichte und Architektur
Die Kirche ist die jüngste romanische Kirche auf Bornholm und die einzige ohne Turm; Apsis, Chor und Schiff wurden um 1250 erbaut. 1871 wurde das Schiff um ca. 5 m nach Westen verlängert. Der dreistöckige Glockenturm war ursprünglich Teil der Kirchhofsmauer und Eingang in den Kirchhof. Das Glockengeschoss aus Fachwerk enthält zwei Lübecker Glocken von 1664. Zwischen 1775 und 1801 wurde an der Nordseite des Chores eine Sakristei angebaut; eine Vorhalle vor dem Südportal ist 1685 belegt, sie wurde aber 1881 grundlegend umgebaut. Die Apsis ist mit Schindeln gedeckt, die Sakristei mit Dachziegeln, Chor, Schiff und Vorhalle mit Blei.
Im Tympanon des Südportals (in der Vorhalle) befindet sich eine heraldische Lilie, am östlichen Rahmen des Südportals das Relief eines Mannes und darunter ein Schachbrettstein, der gegenüber den zahlreichen Schachbrettsteinen in Nordjütland, Brandenburg einschließlich der heute polnischen Neumark und Mecklenburg Besonderheiten aufweist: Das Schachbrettmuster umfasst genau die 8 x 8 Felder eines Schachbretts, das Muster dehnt sich nicht auf die Schmalseite des Steins aus, und unter dem Schachbrett ist ein Backgammon-Brett eingemeißelt.
Die Apsis hat das ursprüngliche Halbkugelgewölbe, Chor und Schiff haben eine moderne, flache Holzdecke. Die Apsis hat drei ungewöhnliche romanische Fenster mit kreuzförmigen Öffnungen. Die Ostwand des Schiffes hat neben dem Chorbogen zwei Nischen, in denen vor der Reformation Seitenaltäre gestanden haben.

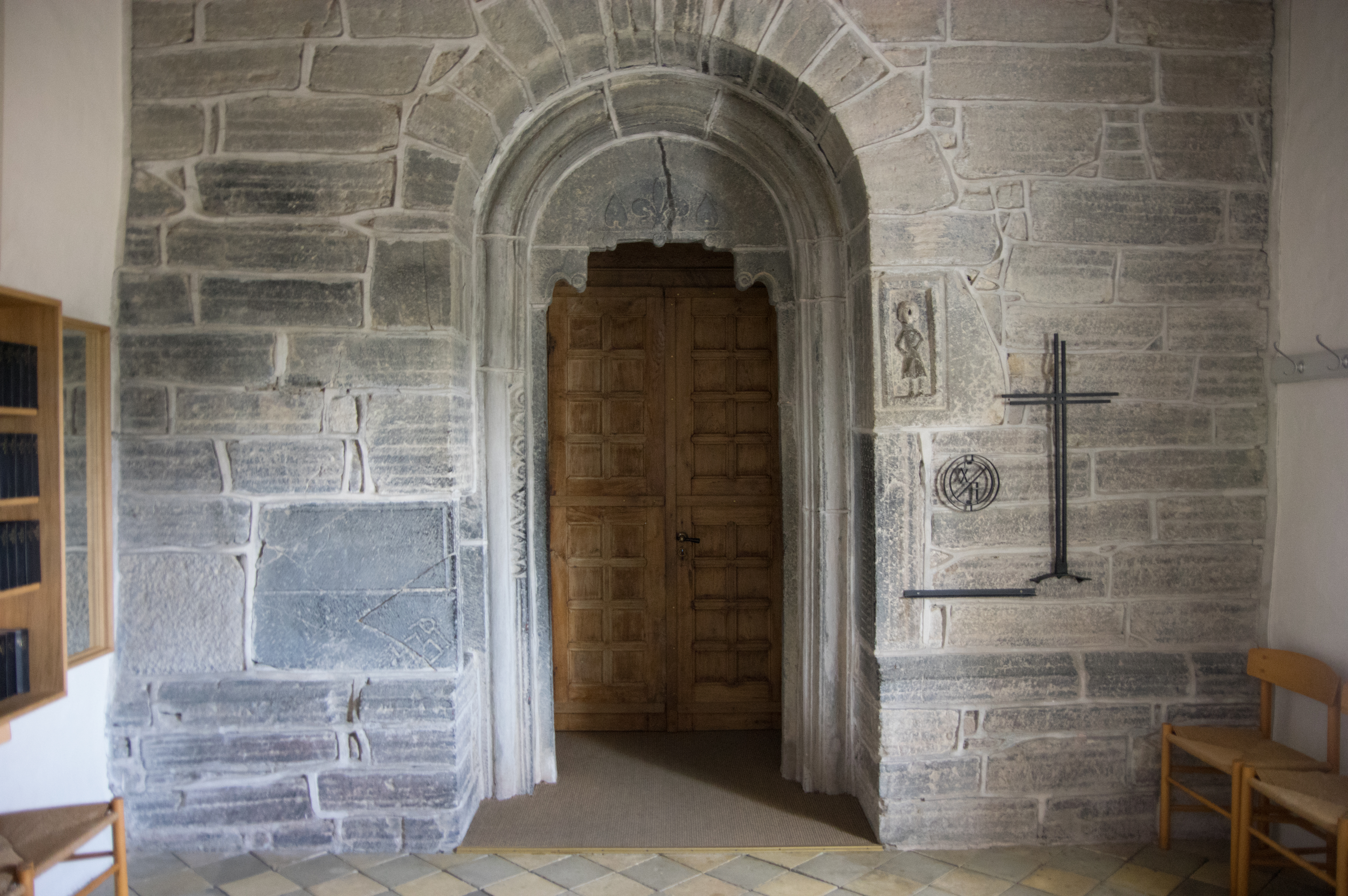
Südportal
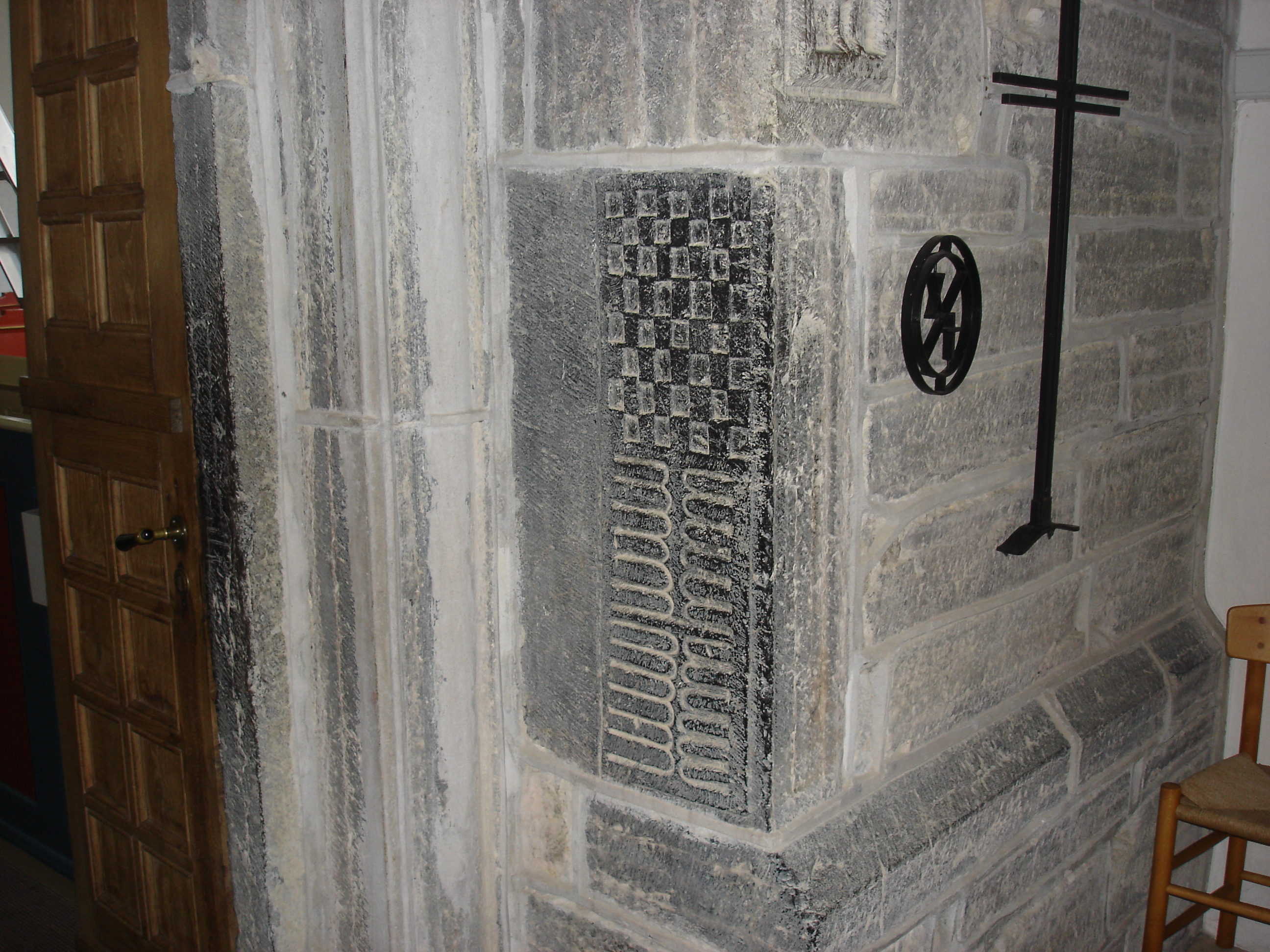
Schachbrettstein
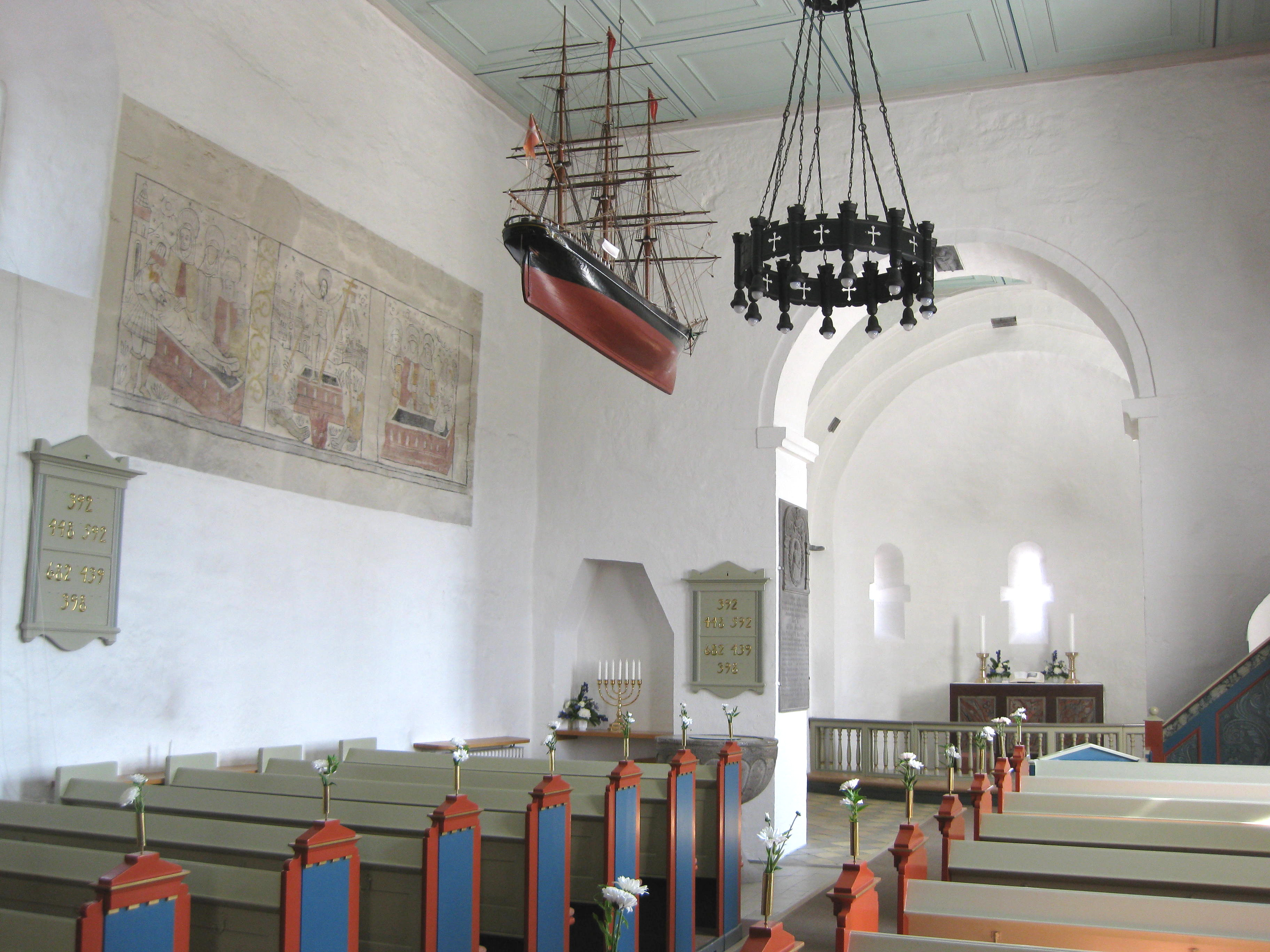
Schiff nach Nordosten
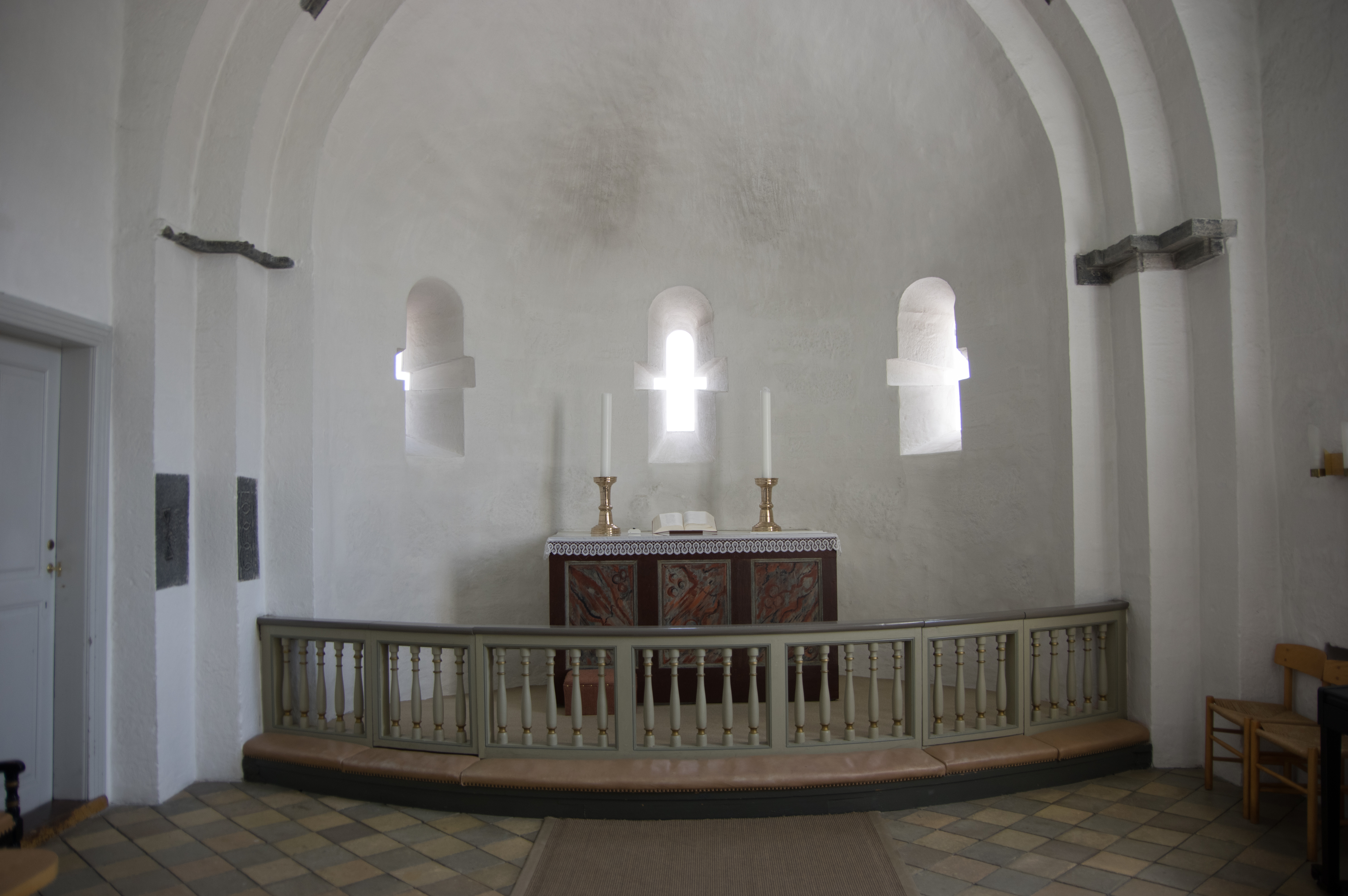
Apsis

## Ausstattung
Das Taufbecken aus gotländischem Kalkstein ist spätromanisch, die Taufschale süddeutsch von ca. 1575. Die Kanzel im Stil der Renaissance ist von ca. 1600, der Schalldeckel von ca. 1800. Die Orgel wurde 1973 eingebaut.
1957 entdeckte man, dass das Schiff an der Nord-, Ost- und Südwand mit Fresken ausgemalt war; sie werden teils vorreformatorisch auf ca. 1400, teils nachreformatorisch auf ca. 1560 datiert; viele waren aber so stark zerstört, dass sie nicht mehr restauriert werden konnten. An der Nordwand des Schiffes war die Passions- und Ostergeschichte dargestellt. Erhalten sind nur eine Kreuzigungsdarstellung und drei darauf folgenden Szenen (Josef von Arimathia und die Frauen im Grab Jesu, die Auferstehung und die Frauen am leeren Grab).
An der Südwand konnte ein Fresko mit spielenden Tieren restauriert werden: Ein Bär spielt einem mit einem weiteren Bären tanzenden Schwein mit dem Dudelsack zum Tanz auf, während unter dem Bierkrug im Mittelpunkt zwei Schweine beim Brettspiel zu sehen sind. Höchstwahrscheinlich sollen die dargestellten Tätigkeiten als Sünde gebrandmarkt werden.

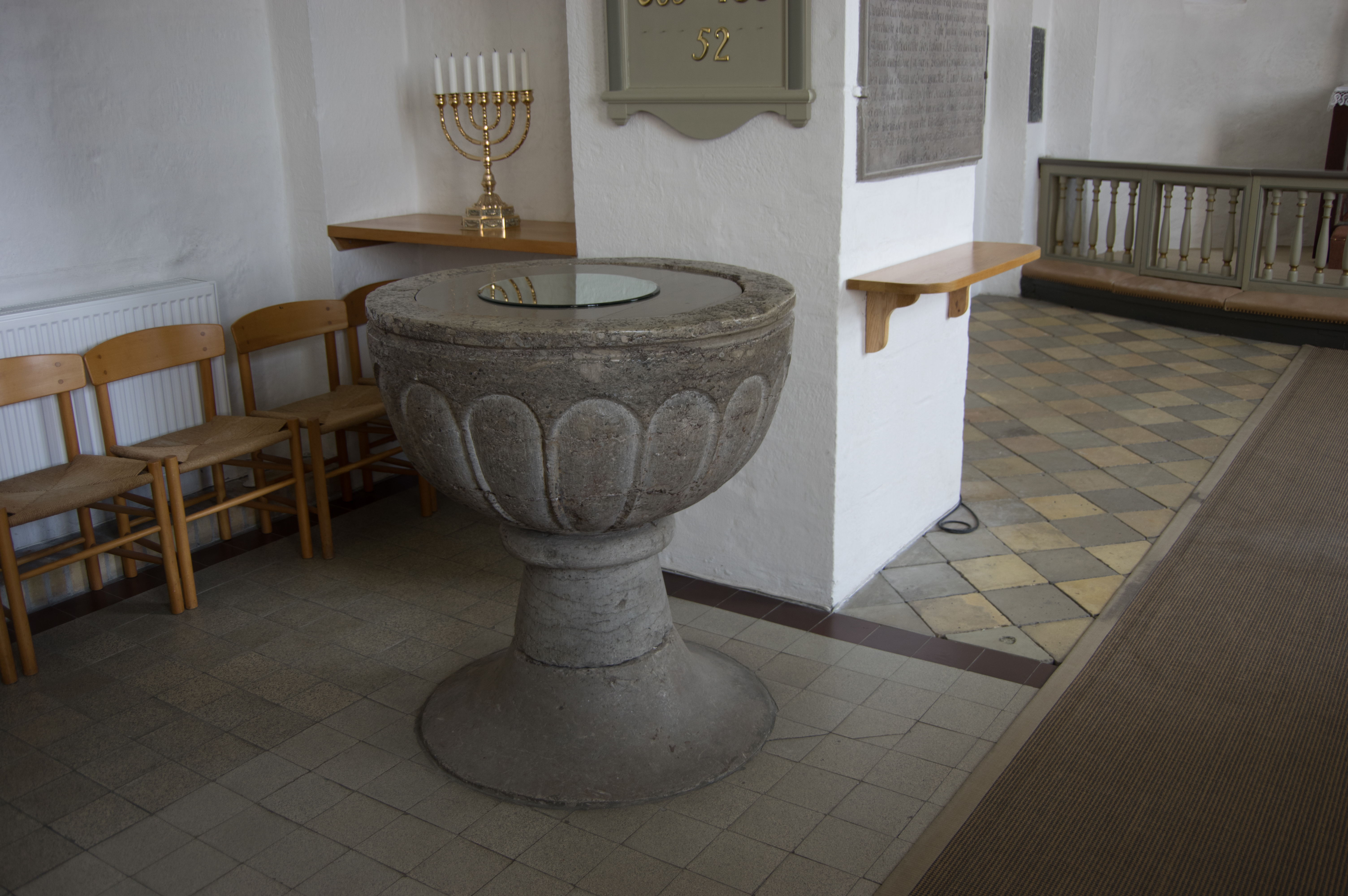
Taufbecken
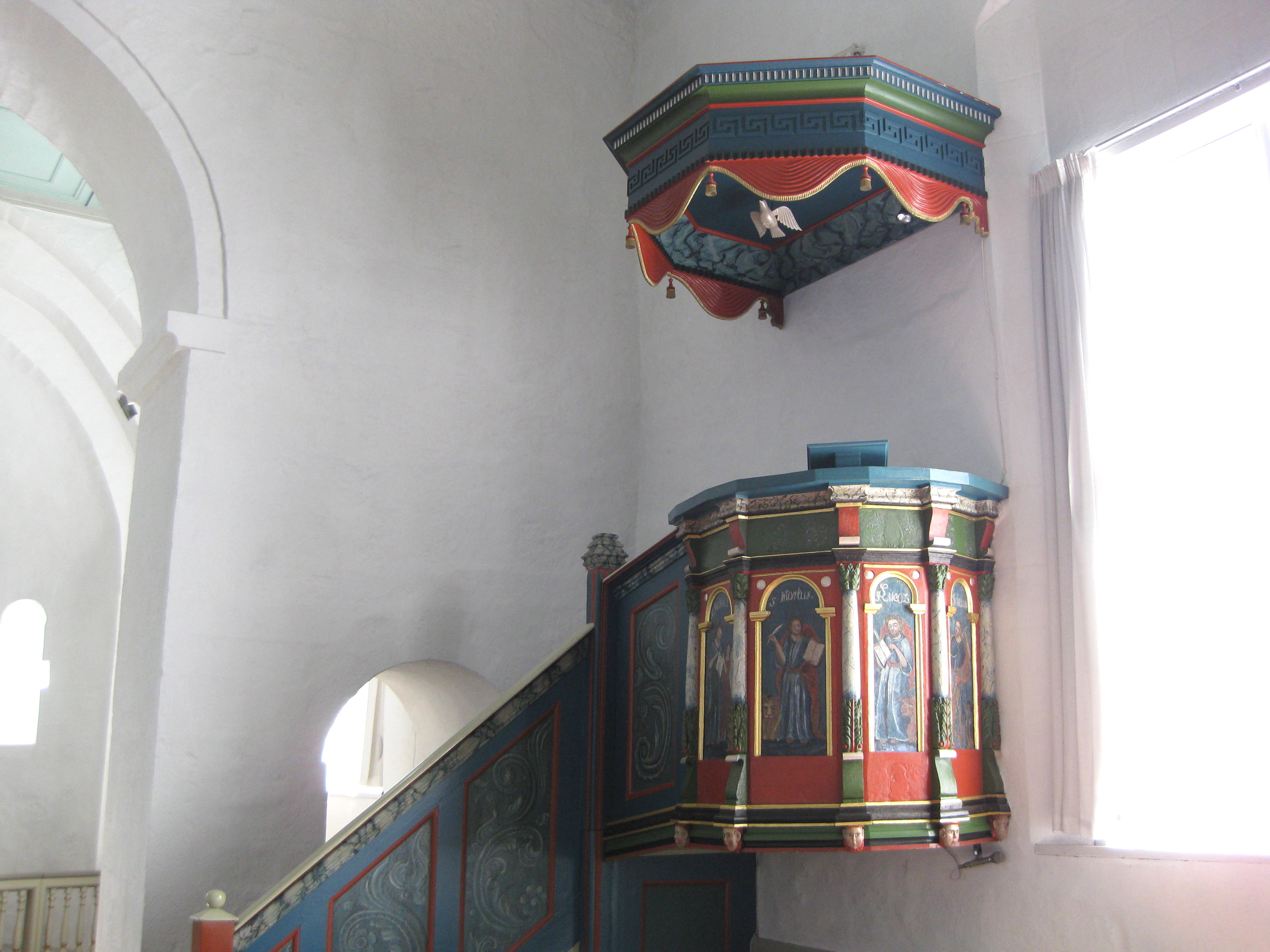
Kanzel
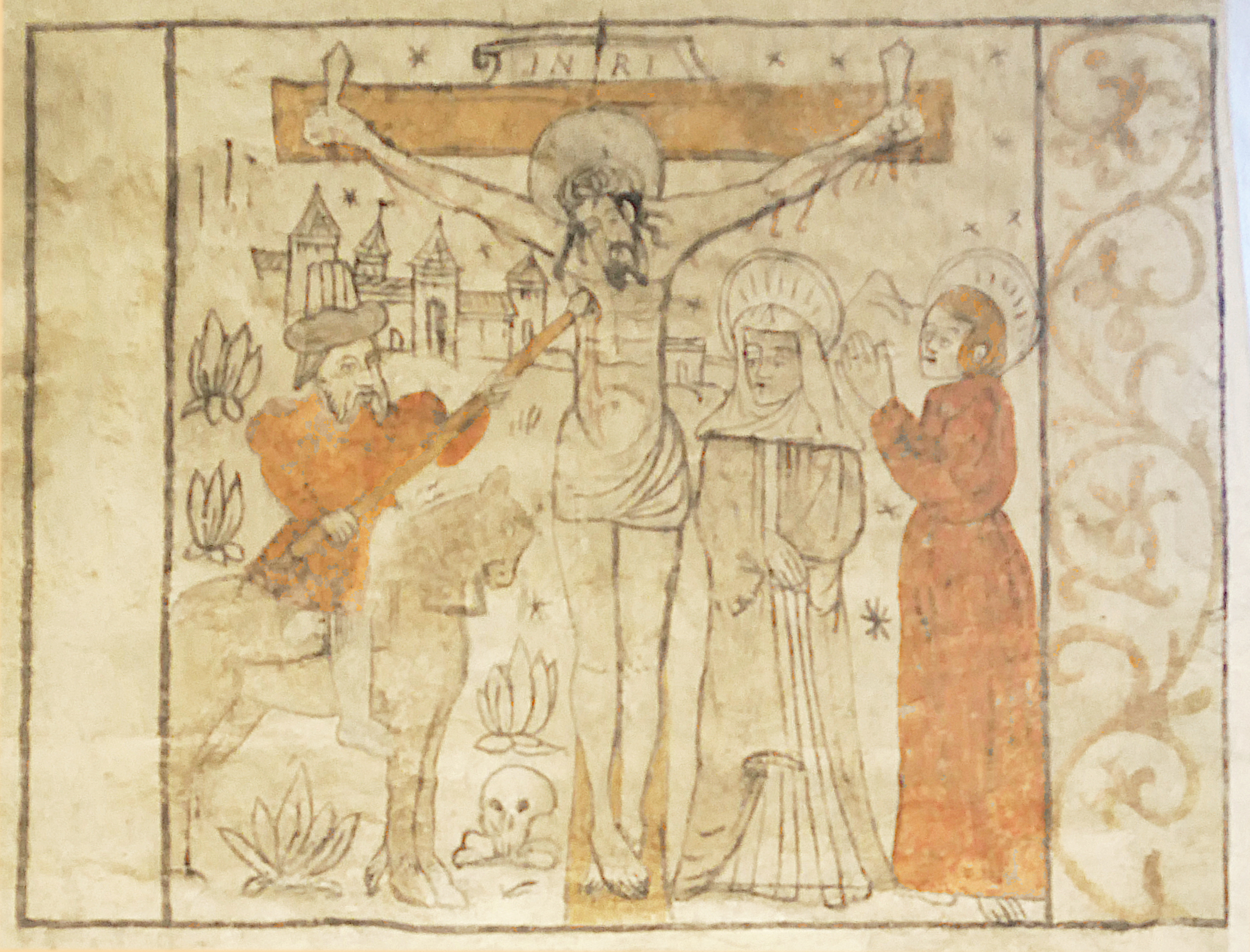
Kreuzigung Christi
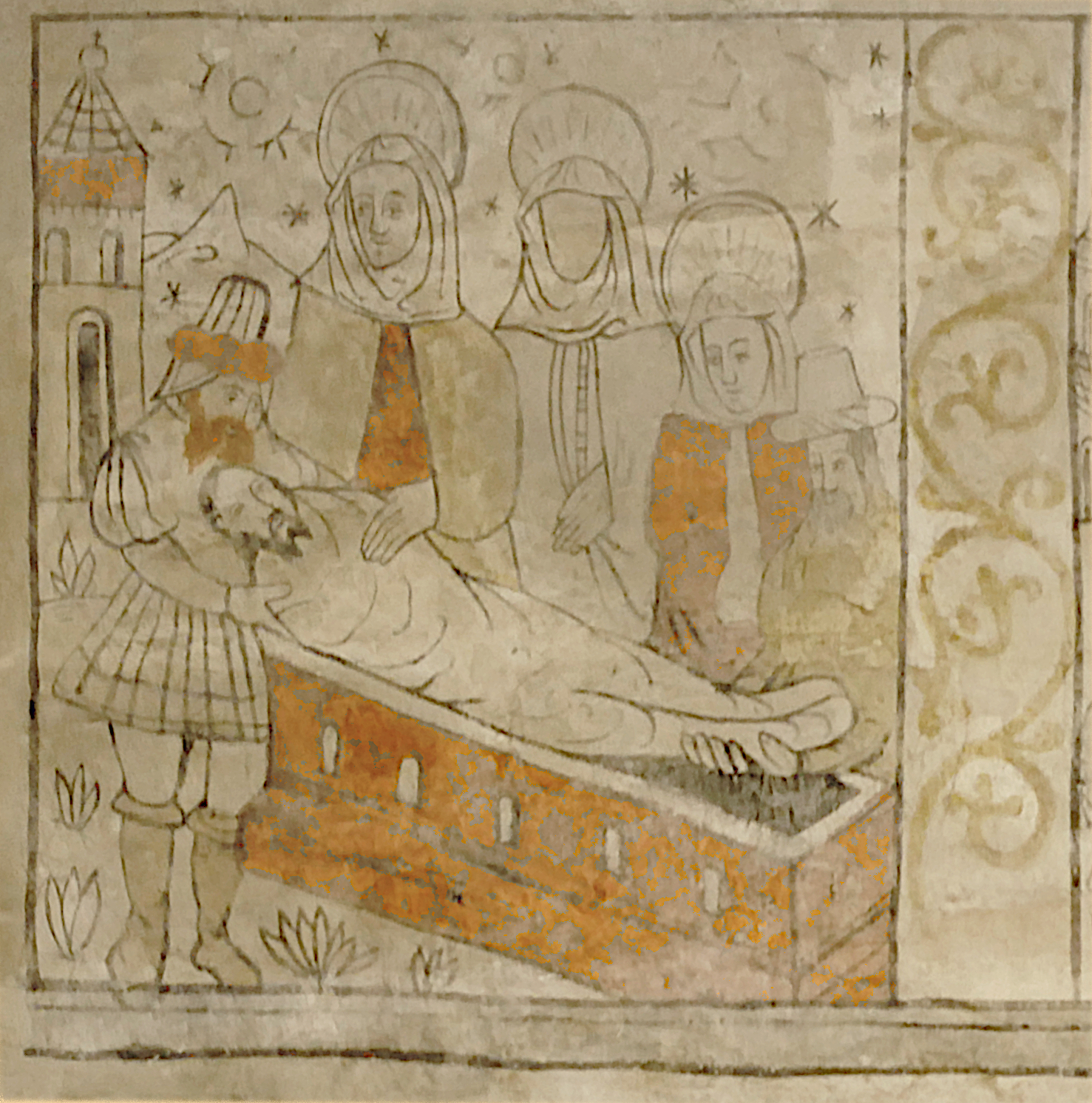
Grablegung
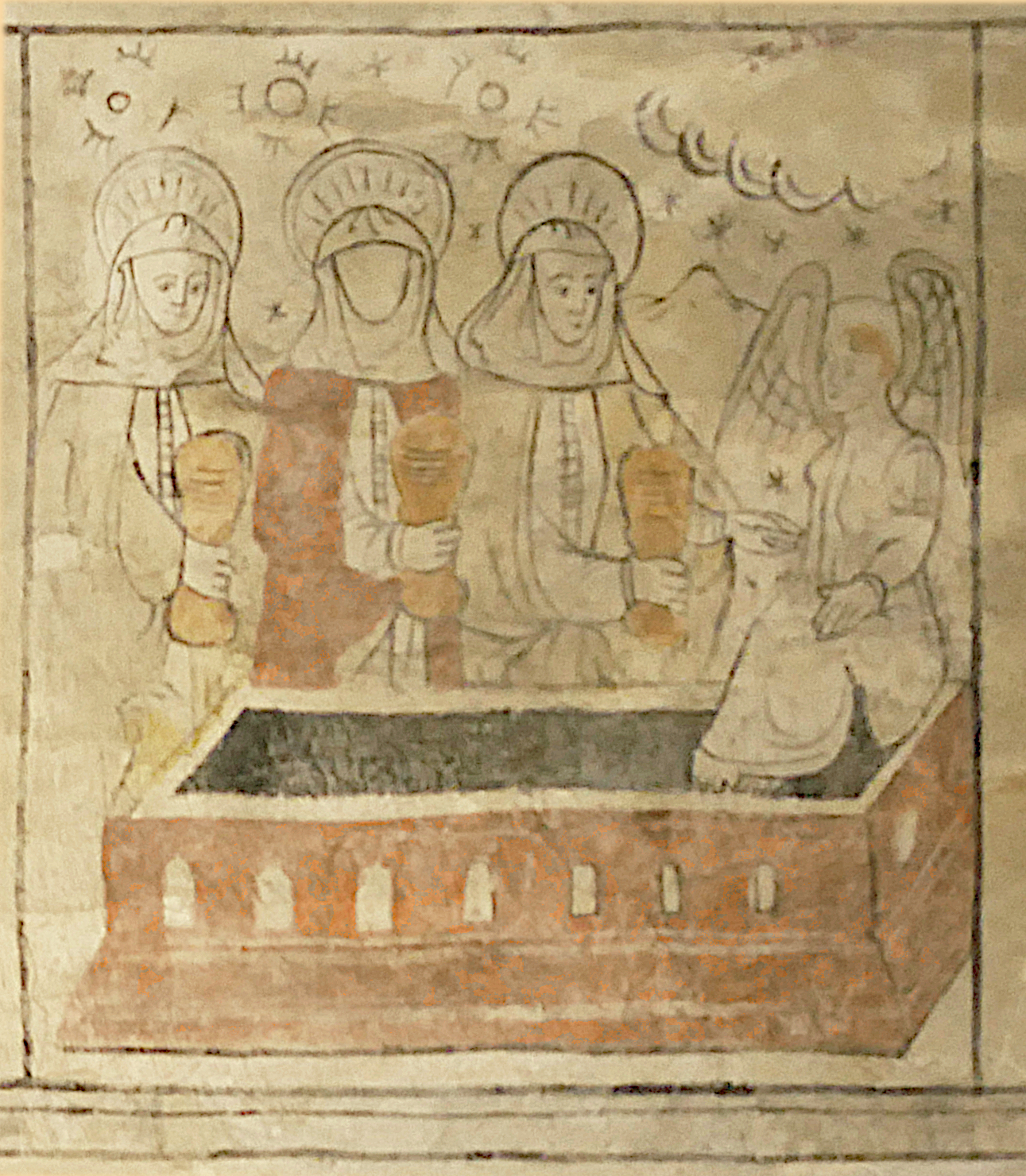
Drei Frauen am leeren Grab
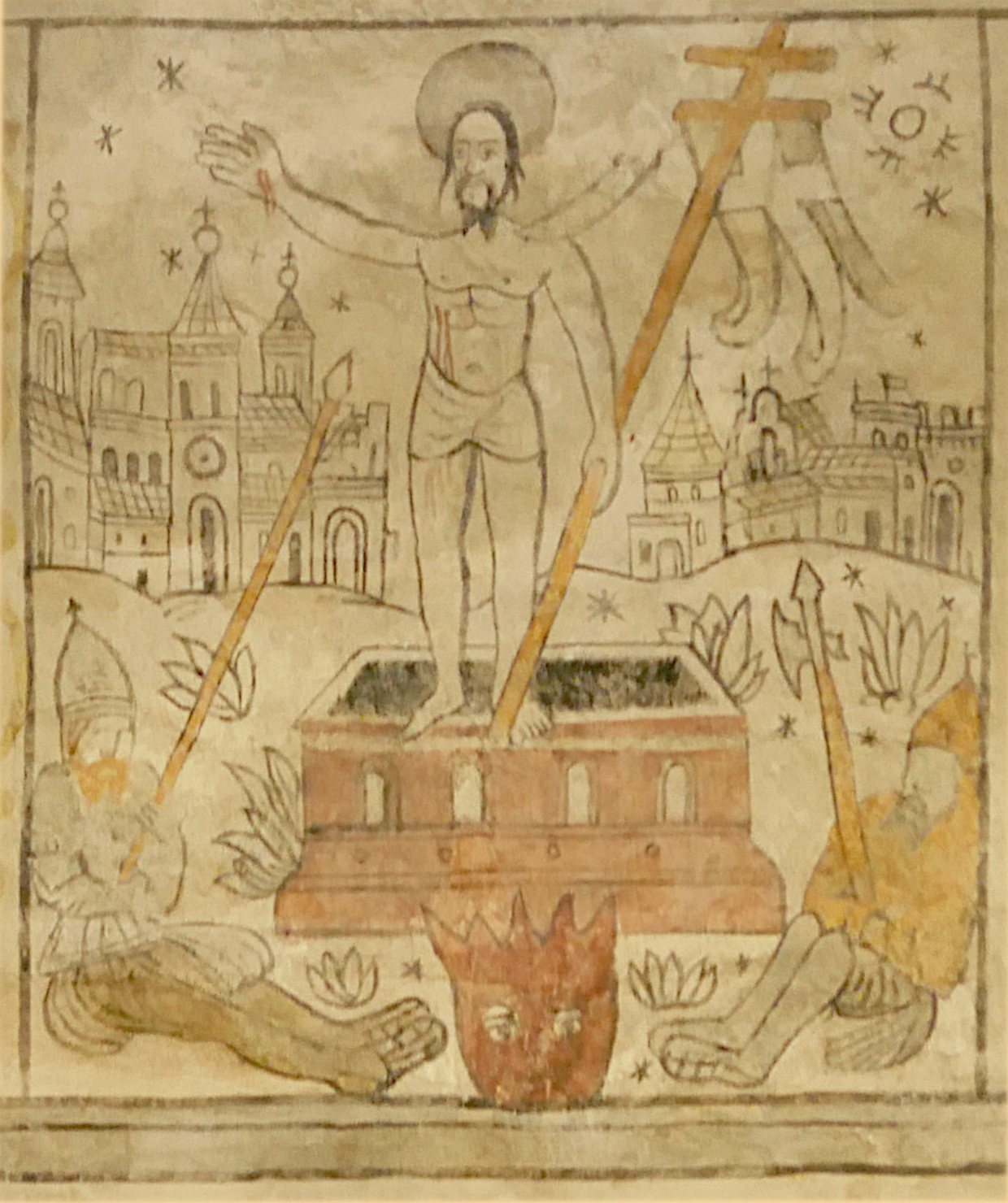
Auferstehung
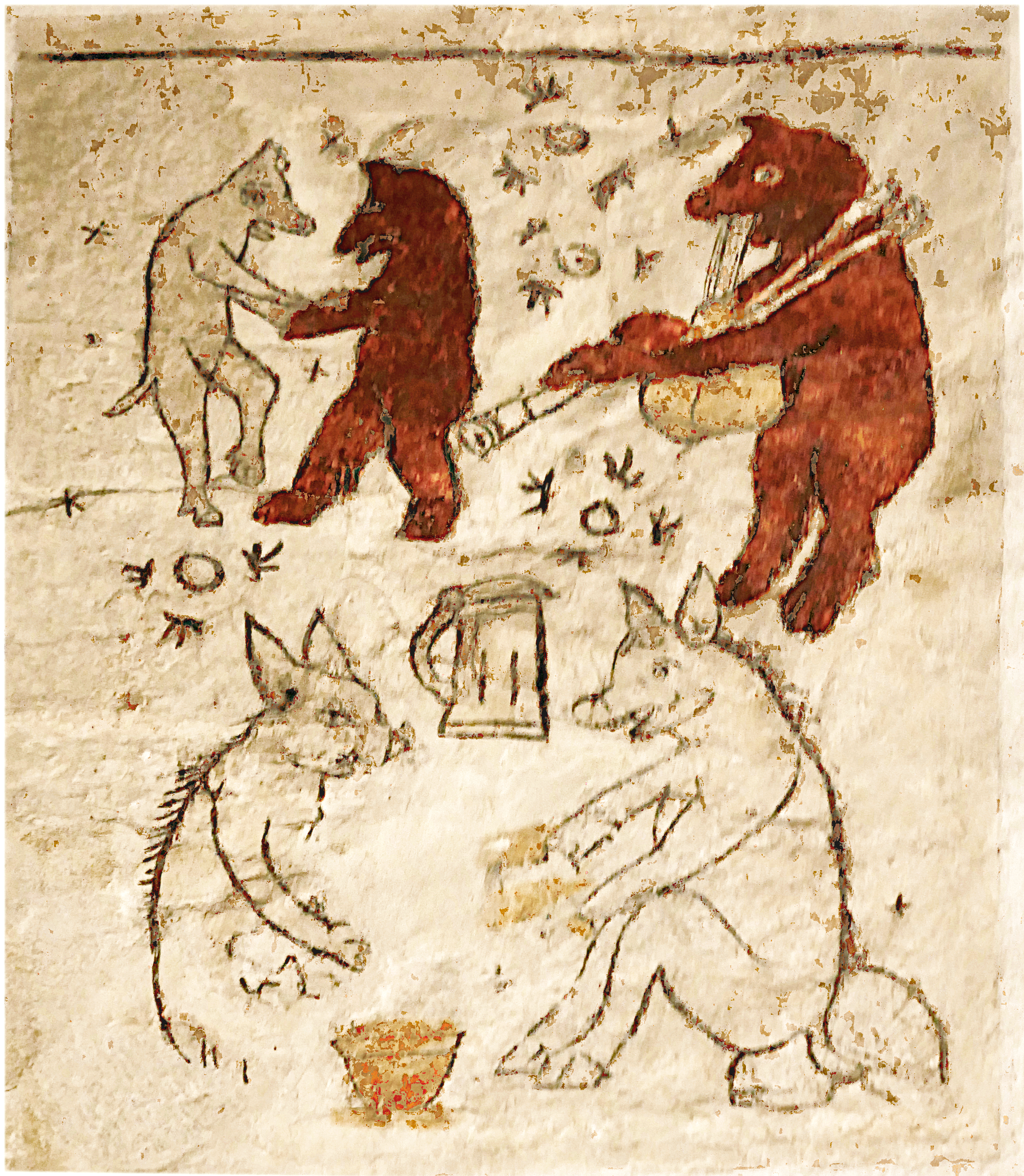
Spielende Tiere